# Войцех Щенсний
Во́йцех То́маш Ще́нсний (пол. Wojciech Tomasz Szczęsny; нар. 18 квітня 1990 року, Варшава, Польща) — польський футболіст, воротар іспанського клубу «Барселона». Виступав за збірну Польщі.

## Клубна кар'єра
Народився 18 квітня 1990 року у Варшаві. Вихованець юнацьких команд місцевої «Легії».
2006 року перспективного юнака запросили до клубної системи лондонського «Арсенала». Восени 2009 року поляк дебютував за головну команду «канонірів», вийшовши на поле у грі Кубка Футбольної Ліги.

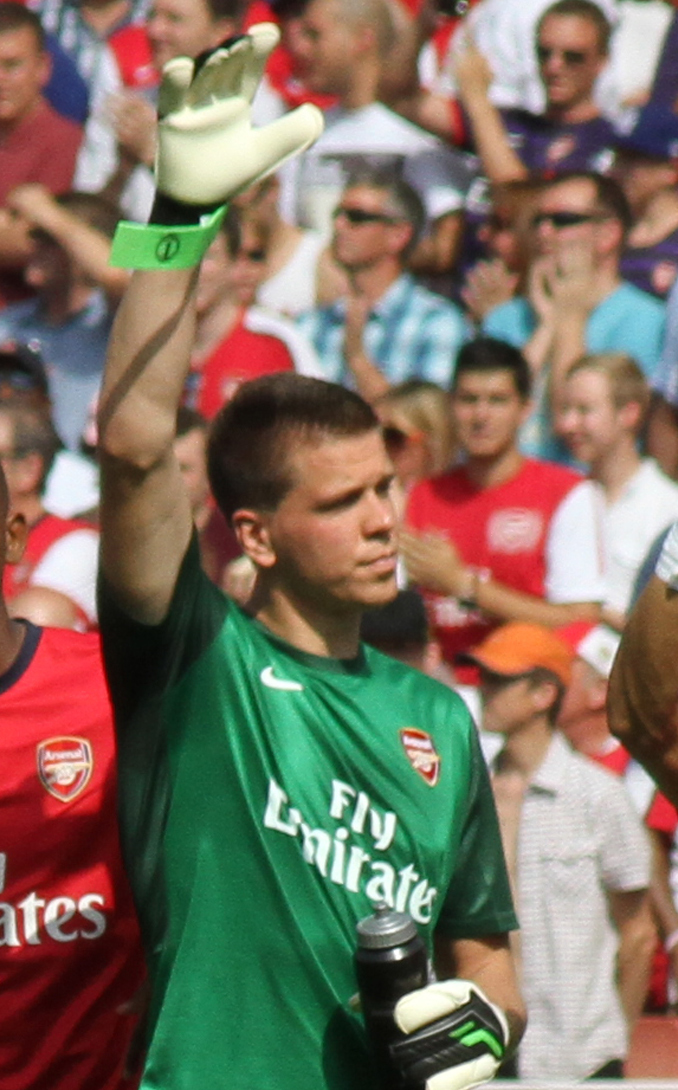
Войцех Щенсний під час виступів за «Арсенал». 2012 рік.

Досвід виступів на дорослому рівні здобув протягом 2009—2010 років, захищаючи на умовах оренди кольори «Брентфорда» з англійської Першої футбольної ліги.
Повернувшись з оренди влітку 2010 року до «Арсенала» вже по ходу сезону 2010/11 став отримувати регулярну ігрову практику, а вже з наступного сезону остаточно витіснив досвідченішого співвітчизника Лукаша Фабіанського з місця основного голкіпера лондонської команди. Загалом протягом п'яти років відіграв за «канонірів» 181 матч в усіх турнірах. Влітку 2014 року «Арсенал» придбав одного з героїв тогорічного чемпіонату світу колумбійського голкіпера Давіда Оспіну, який по ходу сезону 2014/15 виграв у Щенсного конкуренцію за статус основного воротаря команди.
Тож 2015 року поляк, який хотів отримувати постійний ігровий час, погодився на перехід на умовах оренди до італійської «Роми», основним воротарем якої був протягом наступних двох сезонів.
Влітку 2017 року за орієнтовні 12 мільйонів євро перейшов до «Ювентуса». З літа 2018 року, після відходу Джанлуїджі Буффона, Войцех став основним голкіпером «Ювентуса». З туринським клубом голкіпер тричі виграв Серію А та Кубок Італії, а також двічі перемагав у Суперкубку країни. Всього поляк провів в італійському клубів 7 сезонів. На його рахунку 103 сухі матчі в усіх турнірах, в інших 149 пропустив 233 голи. 14 серпня 2024 року за обопільною згодою Щенсний розірвав контракт з клубом, який діяв ще один сезон, і отримав статус вільного агента.
Після розставання з «Ювентусом» ходили чутки про можливість переходу Щенсного в Саудівську Аравію, Іспанію або інший клуб Італії. Натомість 27 серпня 2024 року він оголосив в Instagram про завершення професійної кар'єри. Однак 2 жовтня цього ж року він підписав контракт із ФК «Барселона».

## Виступи за збірні

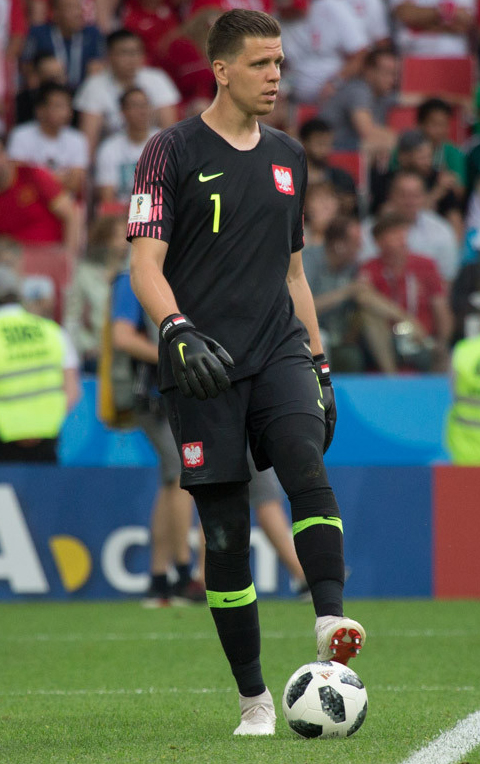
Войцех Щенсний на чемпіонаті світу 2018 року.

2007 року дебютував у складі юнацької збірної Польщі (U-20), загалом на юнацькому рівні взяв участь у 4 іграх, пропустивши 2 голи.
Протягом 2009—2010 років залучався до складу молодіжної збірної Польщі. На молодіжному рівні зіграв у 7 офіційних матчах, пропустив 12 голів.
2009 року дебютував в офіційних матчах у складі національної збірної Польщі.
У складі збірної був учасником чемпіонатів Європи 2012 і 2016 років, на яких провів по одній грі, а також чемпіонату світу 2018 року, де захищав ворота своєї команди у двох іграх групового етапу, пропустивши в них п'ять голів.
У 2021 році на Євро-2020 у матчі проти збірної Словаччини Щенсний став автором першого в історії чемпіонатів Європи воротарського автоголу: після удару Роберта Мака м'яч влучив у штангу, потім у голкіпера, та у ворота.
На чемпіонаті світу 2022 року Щенсни зіграв у всіх чотирьох матчах, при цьому у іграх групового етапу проти Саудівської Аравії (2:0) та Аргентини (0:2) від Ліонеля Мессі, завдяки чому поляки вийшли з групи, оскільки мали кращу різницю м'ячів ніж у Мексики, а сам Войцех став лише третім голкіпером, що зміг відбити два пенальті на одному чемпіонаті світу. Раніше це вдавалось іншому поляку Яну Томашевському у 1974 році та американцю Бреду Фріделю на чемпіонаті світу-2022. Після чемпіонату світу він був обраний футболістом року в Польщі за версією редакції Sport, а також був номінований на нагороду «Спортсмен року» виданням Przegląd Sportowy.
26 березня 2024 року під час фіналу плей-оф проти Уельсу в Кардіффі за вихід на чемпіонат Європи, що проходив того ж року, в серії пенальті за рахунку 5:4 на користь Польщі, він відбив вирішальний пенальті представника Уельсу Деніела Джеймса, завдяки чому збірна Польщі пройшла кваліфікацію на Євро-2024. Там Щенсний зіграв у двох із трьох матчів, але в обох поляки зазнали поразки — від Нідерландів (1:2) та Австрії (1:3). Після турніру він вирішив завершити кар'єру у збірній, провівши загалом 84 матчі.

## Статистика виступів

### Статистика клубних виступів
| Сезон               | Команда             | Чемпіонат           | Чемпіонат | Чемпіонат | Національний кубок | Національний кубок | Національний кубок | Континентальні кубки | Континентальні кубки | Континентальні кубки | Інші змагання | Інші змагання | Інші змагання | Усього | Усього |
| Сезон               | Команда             | Ліга                | Ігор      | Голів     | Ліга               | Ігор               | Голів              | Ліга                 | Ігор                 | Голів                | Ліга          | Ігор          | Голів         | Ігор   | Голів  |
| ------------------- | ------------------- | ------------------- | --------- | --------- | ------------------ | ------------------ | ------------------ | -------------------- | -------------------- | -------------------- | ------------- | ------------- | ------------- | ------ | ------ |
| серп.-лист. 2009    | «Арсенал»           | ПЛ                  | 0         | -0        | КА+КЛ              | 0+1                | -0±0               | ЛЧ                   | 0                    | -0                   | -             | -             | -             | 1      | -0     |
| 2009–10             | «Брентфорд»         | ФЛ1                 | 28        | -29       | КА+КЛ              | 0+0                | -0±0               | -                    | -                    | -                    | ТФЛ           | -             | -             | 28     | -29    |
| 2010–11             | «Арсенал»           | ПЛ                  | 15        | -19       | КА+КЛ              | 2+5                | -2 + -3            | ЛЧ                   | 2                    | -1                   | -             | -             | -             | 24     | -25    |
| 2011–12             | «Арсенал»           | ПЛ                  | 38        | -49       | КА+КЛ              | 1+0                | -0±0               | ЛЧ                   | 9                    | -8                   | -             | -             | -             | 48     | -57    |
| 2012–13             | «Арсенал»           | ПЛ                  | 25        | -24       | КА+КЛ              | 4+1                | -5 + -1            | ЛЧ                   | 3                    | -5                   | -             | -             | -             | 33     | -35    |
| 2013–14             | «Арсенал»           | ПЛ                  | 37        | -41       | КА+КЛ              | 0+0                | -0±0               | ЛЧ                   | 9                    | -5                   | -             | -             | -             | 46     | -46    |
| 2014–15             | «Арсенал»           | ПЛ                  | 17        | -21       | КА+КЛ              | 5+0                | -4±0               | ЛЧ                   | 6                    | -6                   | СА            | 1             | -0            | 29     | -31    |
| Усього за «Арсенал» | Усього за «Арсенал» | Усього за «Арсенал» | 132       | -154      |                    | 19                 | -15                |                      | 29                   | -25                  |               | 1             | -0            | 181    | -194   |
| 2015–16             | «Рома»              | A                   | 34        | -34       | КІ                 | 0                  | -0                 | ЛЧ                   | 8                    | –                    | -             | -             | -             | 42     | -54    |
| 2016–17             | «Рома»              | A                   | 38        | -38       | КІ                 | 0                  | -0                 | ЛЧ+ЛЄ                | 1+0                  | -3                   | -             | -             | -             | 39     | -41    |
| Усього за «Рому»    | Усього за «Рому»    | Усього за «Рому»    | 72        | -72       |                    | 0                  | 0                  |                      | 9                    | -3                   | -             | -             | -             | 81     | -75    |
| 2017–18             | «Ювентус»           | A                   | 17        | -9        | КІ                 | 2                  | -0                 | ЛЧ                   | 2                    | -1                   | СІ            | 0             | -0            | 21     | -10    |
| 2018–19             | «Ювентус»           | A                   | 28        | -20       | КІ                 | 2                  | -3                 | ЛЧ                   | 10                   | -9                   | СІ            | 1             | -0            | 41     | -32    |
| 2019–20             | «Ювентус»           | A                   | 29        | -33       | КІ                 | 0                  | -0                 | ЛЧ                   | 7                    | -6                   | СІ            | 1             | -3            | 37     | -42    |
| 2020–21             | «Ювентус»           | A                   | 30        | -32       | КІ                 | 0                  | -0                 | ЛЧ                   | 7                    | -8                   | СІ            | 1             | -0            | 38     | -40    |
| 2021–22             | «Ювентус»           | A                   | 33        | -29       | КІ                 | 0                  | -0                 | ЛЧ                   | 7                    | -10                  | СІ            | 0             | -0            | 40     | -39    |
| 2022–23             | «Ювентус»           | A                   | 28        | -26       | КІ                 | 0                  | -0                 | ЛЧ+ЛЄ                | 4+8                  | -9+-5                | -             | -             | -             | 40     | -40    |
| 2023–24             | «Ювентус»           | A                   | 35        | -30       | КІ                 | 0                  | -0                 | -                    | -                    | -                    | -             | -             | -             | 35     | -30    |
| Усього за «Ювентус» | Усього за «Ювентус» | Усього за «Ювентус» | 200       | -181      |                    | 4                  | -3                 |                      | 45                   | -48                  |               | 3             | -3            | 252    | -235   |
| Усього за кар'єру   | Усього за кар'єру   | Усього за кар'єру   | 432       | -436      |                    | 23                 | -18                |                      | 83                   | -96                  |               | 4             | -3            | 542    | -553   |

### Статистика виступів за збірну
| Дата       | Місто             | Господарі         | Результат               | Гості                | Турнір                                    | Голи | Примітки |
| ---------- | ----------------- | ----------------- | ----------------------- | -------------------- | ----------------------------------------- | ---- | -------- |
| 18-11-2009 | Бидгощ            | Польща            | 1 – 0                   | Канада               | товариський матч                          | -    | 46'      |
| 9-2-2011   | Фару              | Польща            | 1 – 0                   | Норвегія             | товариський матч                          | -    |          |
| 5-6-2011   | Варшава           | Польща            | 2 – 1                   | Аргентина            | товариський матч                          | -1   |          |
| 9-6-2011   | Гданськ           | Польща            | 0 – 1                   | Франція              | товариський матч                          | -1   |          |
| 10-8-2011  | Любін             | Польща            | 1 – 0                   | Грузія               | товариський матч                          | -    |          |
| 6-9-2011   | Гданськ           | Польща            | 2 – 2                   | Німеччина            | товариський матч                          | -2   |          |
| 11-11-2011 | Вроцлав           | Польща            | 0 – 2                   | Італія               | товариський матч                          | -2   |          |
| 29-2-2012  | Варшава           | Польща            | 0 – 0                   | Португалія           | товариський матч                          | -    |          |
| 26-5-2012  | Варшава           | Польща            | 1 – 0                   | Словаччина           | товариський матч                          | -    |          |
| 2-6-2012   | Варшава           | Польща            | 4 – 0                   | Андорра              | товариський матч                          | -    |          |
| 8-6-2012   | Варшава           | Польща            | 1 – 1                   | Греція               | ЧЄ 2012 - груповий етап                   | -1   | 69'      |
| 15-8-2012  | Таллінн           | Естонія           | 1 – 0                   | Польща               | товариський матч                          | -1   |          |
| 6-2-2013   | Дублін            | Ірландія          | 0 – 2                   | Польща               | товариський матч                          | -    | 46'      |
| 14-8-2013  | Гданськ           | Польща            | 3 – 2                   | Данія                | товариський матч                          | -2   | 46'      |
| 15-10-2013 | Лондон            | Англія            | 2 – 0                   | Польща               | Відбір до ЧЄ 2016                         | -2   |          |
| 19-11-2013 | Познань           | Польща            | 0 – 0                   | Ірландія             | товариський матч                          | -    |          |
| 5-3-2014   | Варшава           | Польща            | 0 – 1                   | Шотландія            | товариський матч                          | -1   |          |
| 6-6-2014   | Гданськ           | Польща            | 2 – 1                   | Литва                | товариський матч                          | -1   | 46'      |
| 7-9-2014   | Фару              | Гібралтар         | 0 – 7                   | Польща               | Відбір до ЧЄ 2016                         | -    |          |
| 11-10-2014 | Варшава           | Польща            | 2 – 0                   | Німеччина            | Відбір до ЧЄ 2016                         | -    |          |
| 14-10-2014 | Варшава           | Польща            | 2 – 2                   | Шотландія            | Відбір до ЧЄ 2016                         | -2   |          |
| 14-11-2014 | Тбілісі           | Грузія            | 0 – 4                   | Польща               | Відбір до ЧЄ 2016                         | -    |          |
| 16-6-2015  | Гданськ           | Польща            | 0 – 0                   | Греція               | товариський матч                          | -    | 46'      |
| 13-11-2015 | Варшава           | Польща            | 4 – 2                   | Ісландія             | товариський матч                          | -2   |          |
| 23-3-2016  | Познань           | Польща            | 1 – 0                   | Сербія               | товариський матч                          | -    |          |
| 1-6-2016   | Гданськ           | Польща            | 1 – 2                   | Нідерланди           | товариський матч                          | -2   |          |
| 12-6-2016  | Ніцца             | Польща            | 1 – 0                   | Північна Ірландія    | ЧЄ 2016 - груповий етап                   | -    |          |
| 14-11-2016 | Вроцлав           | Польща            | 1 – 1                   | Словенія             | товариський матч                          | -    |          |
| 10-6-2017  | Варшава           | Польща            | 3 – 1                   | Румунія              | Відбір до ЧС 2018                         | -    |          |
| 5-10-2017  | Єреван            | Вірменія          | 1 – 6                   | Польща               | Відбір до ЧС 2018                         | -1   |          |
| 8-10-2017  | Варшава           | Польща            | 4 – 2                   | Чорногорія           | Відбір до ЧС 2018                         | -2   |          |
| 13-11-2017 | Гданськ           | Польща            | 0 – 1                   | Мексика              | товариський матч                          | -1   |          |
| 27-3-2018  | Варшава           | Польща            | 3 – 2                   | Південна Корея       | товариський матч                          | -    | 46'      |
| 8-6-2018   | Познань           | Польща            | 2 – 2                   | Чилі                 | товариський матч                          | -1   | 46'      |
| 12-6-2018  | Варшава           | Польща            | 4 – 0                   | Литва                | товариський матч                          | -    | 46'      |
| 19-6-2018  | Москва            | Польща            | 1 – 2                   | Сенегал              | ЧС 2018 - груповий етап                   | -2   |          |
| 24-6-2018  | Казань            | Польща            | 0 – 3                   | Колумбія             | ЧС 2018 - груповий етап                   | -3   |          |
| 11-9-2018  | Вроцлав           | Польща            | 1 – 1                   | Ірландія             | товариський матч                          | -1   |          |
| 14-10-2018 | Хожув             | Польща            | 0 – 1                   | Італія               | Ліга націй УЄФА 2018-2019 - груповий етап | -1   |          |
| 20-11-2018 | Гімарайнш         | Португалія        | 1 – 1                   | Польща               | Ліга націй УЄФА 2018-2019 - груповий етап | -1   |          |
| 21-3-2019  | Відень            | Австрія           | 0 – 1                   | Польща               | Відбір до ЧЄ 2020                         | -    |          |
| 24-3-2019  | Варшава           | Польща            | 2 – 0                   | Латвія               | Відбір до ЧЄ 2020                         | -    |          |
| 10-10-2019 | Riga              | Латвія            | 0 – 3                   | Польща               | Відбір до ЧЄ 2020                         | -    |          |
| 13-10-2019 | Варшава           | Польща            | 2 – 0                   | Північна Македонія   | Відбір до ЧЄ 2020                         | -    |          |
| 16-11-2019 | Єрусалим          | Ізраїль           | 1 – 2                   | Польща               | Відбір до ЧЄ 2020                         | -1   |          |
| 19-11-2019 | Варшава           | Польща            | 3 – 2                   | Словенія             | Відбір до ЧЄ 2020                         | -2   |          |
| 4-9-2020   | Амстердам         | Нідерланди        | 1 – 0                   | Польща               | Ліга націй УЄФА 2020-2021 - груповий етап | -1   |          |
| 14-10-2020 | Вроцлав           | Польща            | 3 – 0                   | Боснія і Герцеговина | Ліга націй УЄФА 2020-2021 - груповий етап | -    |          |
| 15-11-2020 | Реджо-нель-Емілія | Італія            | 2 – 0                   | Польща               | Ліга націй УЄФА 2020-2021 - груповий етап | -2   |          |
| 25-3-2021  | Будапешт          | Угорщина          | 3 – 3                   | Польща               | Відбір до ЧС 2022                         | -3   |          |
| 28-3-2021  | Варшава           | Польща            | 3 – 0                   | Андорра              | Відбір до ЧС 2022                         | -    |          |
| 31-3-2021  | Лондон            | Англія            | 2 – 1                   | Польща               | Відбір до ЧС 2022                         | -2   |          |
| 8-6-2021   | Познань           | Польща            | 2 – 2                   | Ісландія             | товариський матч                          | -2   |          |
| 14-6-2021  | Санкт-Петербург   | Польща            | 1 – 2                   | Словаччина           | ЧЄ 2020 - груповий етап                   | -2   |          |
| 19-6-2021  | Севілья           | Іспанія           | 1 – 1                   | Польща               | ЧЄ 2020 - груповий етап                   | -1   |          |
| 23-6-2021  | Санкт-Петербург   | Швеція            | 3 – 2                   | Польща               | ЧЄ 2020 - груповий етап                   | -3   |          |
| 2-9-2021   | Варшава           | Польща            | 4 – 1                   | Албанія              | Відбір до ЧС 2022                         | -1   |          |
| 5-9-2021   | Серравалле        | Сан-Марино        | 1 – 7                   | Польща               | Відбір до ЧС 2022                         | -    | 46'      |
| 8-9-2021   | Варшава           | Польща            | 1 – 1                   | Англія               | Відбір до ЧС 2022                         | -1   |          |
| 12-10-2021 | Тирана            | Албанія           | 0 – 1                   | Польща               | Відбір до ЧС 2022                         | -    |          |
| 12-11-2021 | Андорра-ла-Велья  | Андорра           | 1 – 4                   | Польща               | Відбір до ЧС 2022                         | -1   |          |
| 15-11-2021 | Варшава           | Польща            | 1 – 2                   | Угорщина             | Відбір до ЧС 2022                         | -2   |          |
| 29-3-2022  | Хожув             | Польща            | 2 – 0                   | Швеція               | Відбір до ЧС 2022                         | -    |          |
| 14-6-2022  | Варшава           | Польща            | 0 – 1                   | Бельгія              | Ліга націй УЄФА 2022-2023 - груповий етап | -1   |          |
| 22-9-2022  | Варшава           | Польща            | 0 – 2                   | Нідерланди           | Ліга націй УЄФА 2022-2023 - груповий етап | -2   | 85'      |
| 25-9-2022  | Кардіфф           | Уельс             | 0 – 1                   | Польща               | Ліга націй УЄФА 2022-2023 - груповий етап | -    |          |
| 22-11-2022 | Доха              | Мексика           | 0 – 0                   | Польща               | ЧС 2022 - груповий етап                   | -    |          |
| 26-11-2022 | Ер-Раян           | Польща            | 2 – 0                   | Саудівська Аравія    | ЧС 2022 - груповий етап                   | -    |          |
| 30-11-2022 | Доха              | Польща            | 0 – 2                   | Аргентина            | ЧС 2022 - груповий етап                   | -2   |          |
| 4-12-2022  | Доха              | Франція           | 3 – 1                   | Польща               | ЧС 2022 - чіертьфінал                     | -3   |          |
| 24-3-2023  | Прага             | Чехія             | 3 – 1                   | Польща               | Відбір до ЧЄ 2024                         | -3   |          |
| 27-3-2023  | Варшава           | Польща            | 1 – 0                   | Албанія              | Відбір до ЧЄ 2024                         | -    |          |
| 16-6-2023  | Варшава           | Польща            | 1 – 0                   | Німеччина            | товариський матч                          | -    |          |
| 20-6-2023  | Кишинів           | Молдова           | 3 – 2                   | Польща               | Відбір до ЧЄ 2024                         | -3   |          |
| 7-9-2023   | Варшава           | Польща            | 2 – 0                   | Фарерські острови    | Відбір до ЧЄ 2024                         | -    |          |
| 10-9-2023  | Тирана            | Албанія           | 2 – 0                   | Польща               | Відбір до ЧЄ 2024                         | -2   |          |
| 12-10-2023 | Торсгавн          | Фарерські острови | 0 – 2                   | Польща               | Відбір до ЧЄ 2024                         | -    |          |
| 15-10-2023 | Варшава           | Польща            | 1 – 1                   | Молдова              | Відбір до ЧЄ 2024                         | -1   |          |
| 17-11-2023 | Варшава           | Польща            | 1 – 1                   | Чехія                | Відбір до ЧЄ 2024                         | -1   |          |
| 21-3-2024  | Варшава           | Польща            | 5 – 1                   | Естонія              | Відбір до ЧЄ 2024                         | -1   |          |
| 26-3-2024  | Кардіфф           | Уельс             | 0 – 0 д.ч. (4 – 5 п.п.) | Польща               | Відбір до ЧЄ 2024                         | -    |          |
| 10-6-2024  | Варшава           | Польща            | 2 – 1                   | Туреччина            | товариський матч                          | -1   |          |
| 16-6-2024  | Гамбург           | Польща            | 1 – 2                   | Нідерланди           | ЧЄ 2024 - груповий етап                   | -2   |          |
| 21-6-2024  | Берлін            | Польща            | 1 – 3                   | Австрія              | ЧЄ 2024 - груповий етап                   | -3   | 77'      |
| Усього     |                   | Матчів            | 84                      |                      | Голів                                     | -83  |          |

## Досягнення

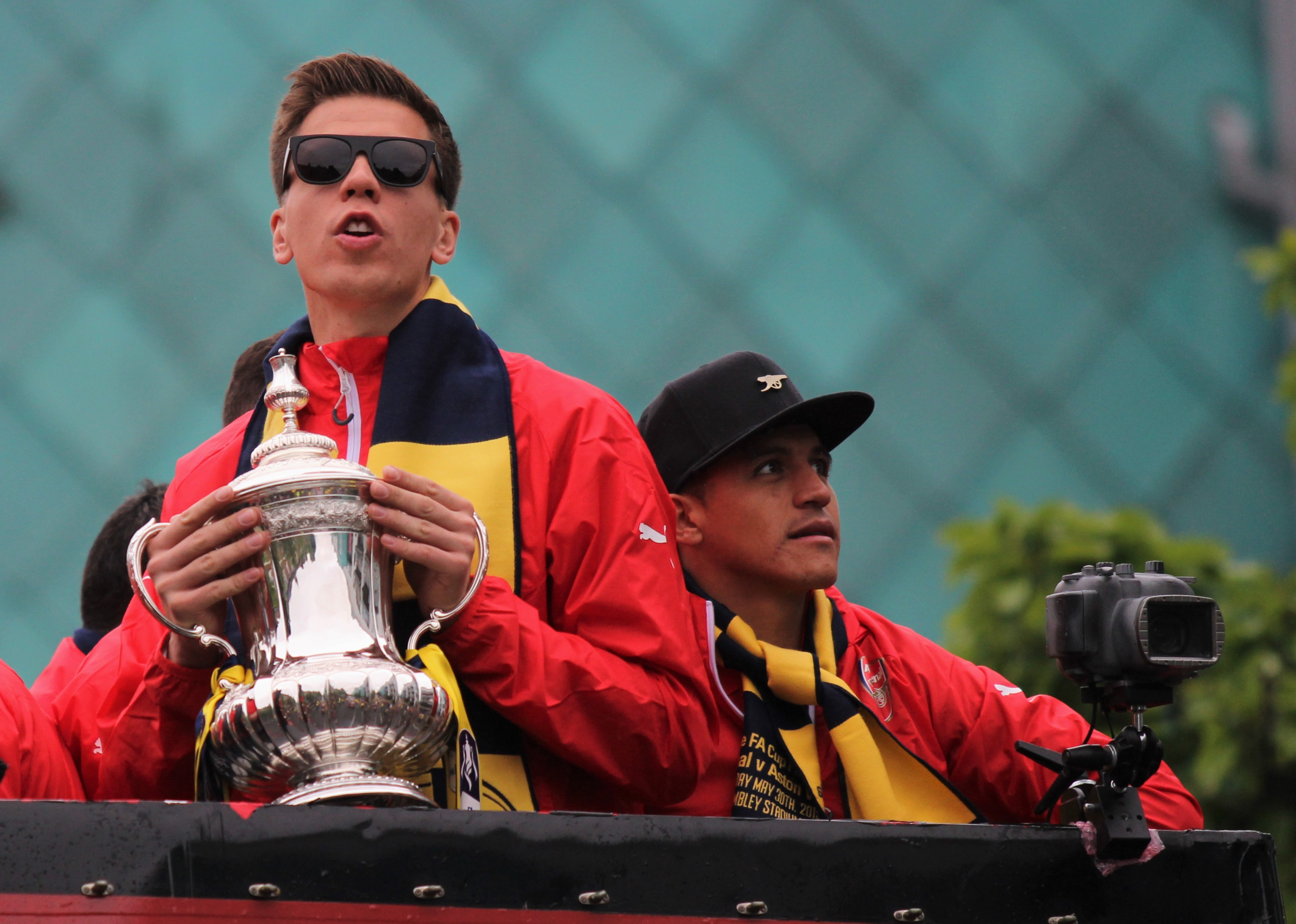
Войцех Щенсний святкує перемогу у Кубку Англії 2014/15 з трофеєм.

- Володар Кубка Англії (2):

«Арсенал»: 2013-14, 2014-15
- Володар Суперкубка Англії (1):

«Арсенал»: 2014
- Чемпіон Італії (3):

«Ювентус»: 2017-18, 2018-19, 2019-20
- Володар Кубка Італії (3):

«Ювентус»: 2017-18, 2020-21, 2023-24
- Володар Суперкубка Італії (2):

«Ювентус»: 2018, 2020.
- Володар Суперкубка Іспанії (1):

«Барселона»: 2024
- Володар Кубка Іспанії (1):

«Барселона»: 2024-25
- Чемпіон Іспанії (1):

«Барселона»: 2024-25
Збірні
- Переможець Кубка Меридіан: 2007

## Сім'я
Дружина — Марина Лученко-Щенсна, польська співачка та акторка українського походження, що народилася у Вінниці. 30 червня 2018 року у них народився син Ліам, а 3 липня 2024 року народилася донька Ноелія.

## Громадянська позиція
Підтримує Україну. У 2022 році, після вторгнення Росії в Україну, він засудив напад та висловив солідарність з Україною. Крім того, він разом з іншими гравцями збірної Польщі відмовився грати в матчі плей-оф відбору на чемпіонат світу 2022 року проти Росії. Щенсний також звернувся до ФІФА та УЄФА з проханням притягнути Федерацію футболу Росії до відповідальності. Інтерв'ю на ЧС-2022 завершив словами «Слава Україні!».